# Revisionistische western

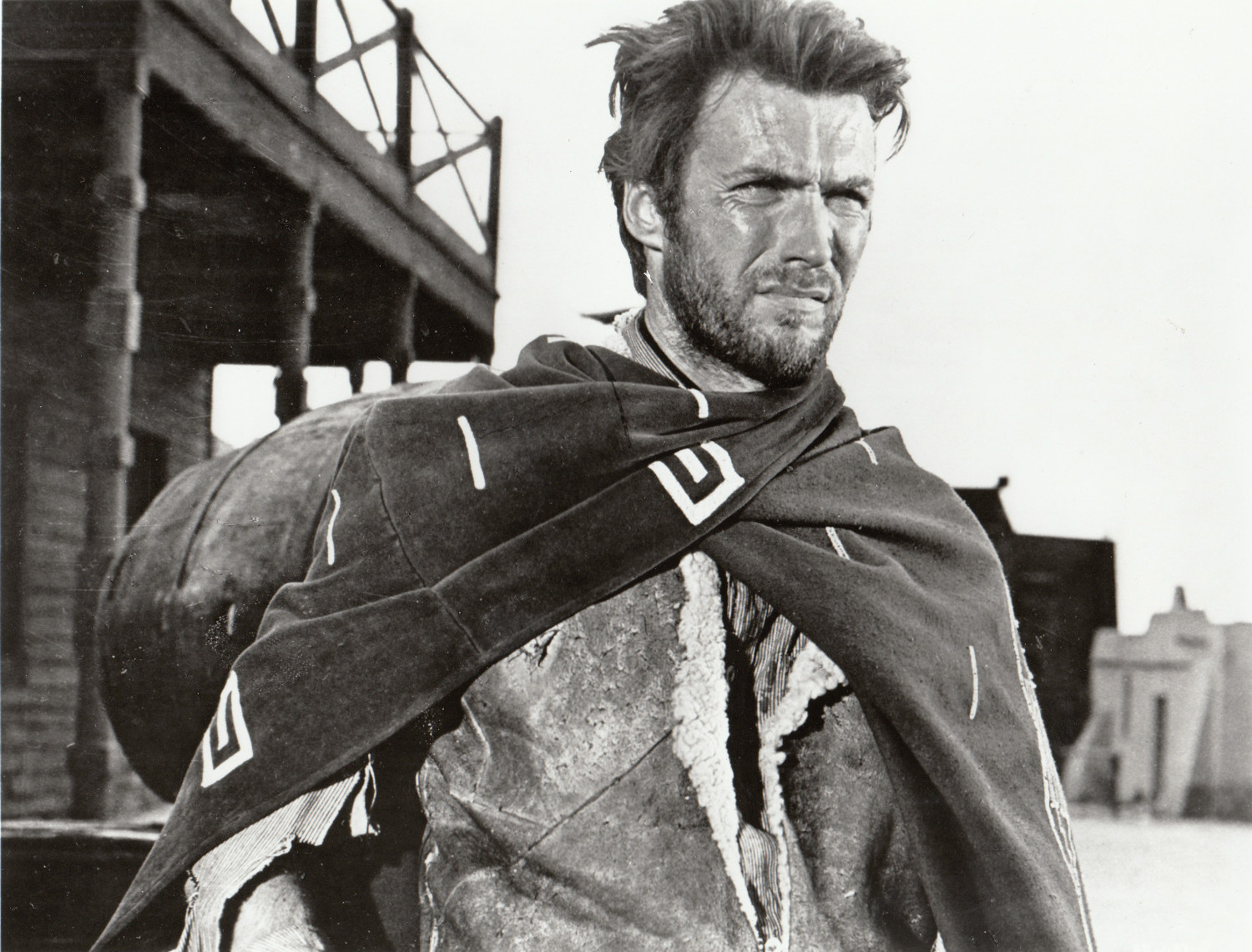
Clint Eastwood als antiheld in A Fistful of Dollars.

De revisionistische western is een subgenre van het westerngenre die ook wel antiwestern wordt genoemd. Dit genre ging in tegen het klassieke concept waarin het Amerikaanse Wilde Westen geïdealiseerd, de strijd tegen de Indianen goedgepraat en misdaad altijd bestraft werd. In de antiwestern zien we een cynischer, grimmiger en gewelddadiger verhaal. Men wilde de films realistischer laten lijken, vaak met hoofdrolspelers zonder moraal die ook maar proberen te overleven (antihelden), misdaad die loont, corrupte sheriffs, armoede en een kritische kijk op de geschiedenis, oftewel historisch revisionisme. Ook werden de Indianen en Mexicanen sympathieker neergezet.
Het genre ontstond in de jaren zestig en zeventig van de twintigste eeuw toen de zogenaamde Hays Code, waarmee de Amerikaanse filmindustrie zichzelf censureerde, aan invloed inboette. Daarnaast speelde de spaghettiwestern (van Italiaanse makelij) hierin een grote rol aangezien Italiaanse filmmakers zich niet aan de Amerikaanse regels hoefden te houden.
Butch Cassidy and the Sundance Kid uit 1969 is een mooi voorbeeld omdat hierin twee bankrovers de hoofdrol spelen, wat volgens de code volstrekt ontoelaatbaar was. Ook in de periode vóórdat met de code werd gebroken, waren er al filmmakers die hier tegenin gingen, zoals bijvoorbeeld met High Noon uit 1952.
Een bijzonder voorbeeld van de revisionistische western is Django Unchained uit 2012 die zich grotendeels afspeelt in de Zuidelijke Verenigde Staten van voor de Amerikaanse Burgeroorlog, waarbij de verschrikkingen van de slavernij scherp in beeld worden gebracht.